# Matt Savage
 (2016).
Matthew « Matt » Savage (né le 26 juillet 1992) est un autiste savant américain et musicien. Né à Sudbury, dans le Massachusetts, il est le fils de Diane et Lawrence « Larry » Savage.

## Biographie
Matt était un bébé précoce qui a marché rapidement et a appris à lire à l'âge de 18 mois. Il a été diagnostiqué avec un trouble envahissant du développement, une forme d'autisme, à l'âge de trois ans. Matt n'aimait ni le bruit ni la musique durant son enfance.
À l'âge de six ans, Matt a appris lui-même à lire la musique pour piano. Il a étudié le classique pendant moins d'un an avant de découvrir le jazz, qui est devenu son principal objectif. Il a commencé à étudier à la New England Conservatory of Music à Boston, dans le Massachusetts, à l'automne de 1999. Il a ensuite poursuivi ses études classiques. Lui et sa jeune sœur, Rebecca, ont tous deux été scolarisé à la maison. Parmi les talents de Matt, on peut noter l'hyperlexieet l'oreille absolue.
Malgré son jeune âge et son autisme, et même sans instruction formelle dans la composition musicale, Matt est un musicien et un compositeur accompli. Il a publié plusieurs albums, à la fois comme artiste solo et dans le cadre du Matt Savage Trio. À l'âge de 14 ans, il a également joué avec Chaka Khan et d'autres chanteurs populaires. Les compositions de Matt tendent vers la technique, mais ils sont encore très accessibles et souvent humoristiques.
Matt a reçu de nombreux prix. Il est le seul enfant à être ainsi reconnu dans la société en 175 ans d'histoire.
Matt a fait le tour du monde, a notamment joué pour des chefs d'État, et il est apparu sur de nombreuses chaînes de télévision et de radio dans des programmes tels que le Late Show avec David Letterman, Late Night with Conan O'Brien, The Today Show, et All Things Considered. En 2006, à l'âge de 14 ans, il a été présenté dans un rapport de CNN sur le cerveau humain, dans lequel il a été défini comme un prodigieux savant, par opposition aux autres types de savants. Matt a également joué dans plusieurs films documentaires sur les savants.
En 2007, il a joué avec compositeur/chanteur de folk écossais Al Stewart, au piano.
En 2009, Matt s'est inscrit au Berklee pour poursuivre sa carrière musicale. L'année suivante, en novembre, il se préparait à sortir son neuvième CD.